# Synagogue Kahal Shalom
La synagogue Kahal Shalom, en grec moderne : Συναγωγή Καχάλ Σαλόμ, en hébreu : בית הכנסת קהל קדוש שלום / Beit HaKnesset Kahal Kadosh Shalom, signifiant en français : Synagogue de la Sainte Congrégation de la Paix,  est une synagogue sépharade, située à La Juderia, le quartier juif de la ville de Rhodes, sur l'île grecque de Rhodes. Construite en 1575, il s'agit de la plus ancienne synagogue de Grèce aujourd'hui.

## Histoire
Les Juifs sont présents sur l'île de Rhodes, depuis près de 2 000 ans,. Ils ont parfois été persécutés par les Romains, les Chevaliers Hospitaliers et d'autres souverains des îles. Cependant, sous la domination ottomane, les Juifs de Rhodes ont prospéré et de nombreux Séfarades expulsés s'y sont installés, notamment dans la ville de Rhodes, où ils ont construit de nombreuses synagogues : à une époque, il y en a eu six, dont Kahal Shalom, à La Juderia.
La synagogue de Kahal Shalom est achevée en 1577 (5338 dans le calendrier hébraïque) et est utilisée depuis lors. La synagogue et ses fidèles ont prospéré sous la domination ottomane jusqu'au XXe siècle. Cependant, le royaume d'Italie a pris le contrôle des îles du Dodécanèse, en 1912, et un grand nombre de Juifs de Rhodes ont commencé à émigrer dans les années 1930, car ils se sentaient menacés par le régime fasciste italien.
Lorsque le gouvernement fasciste italien tombe, l'île passe sous le contrôle direct des Allemands, en 1943, et plus de 1 550 des 1 700 Juifs restants sont déportés et meurent dans des camps de concentration, ce qui a largement mis fin à l'utilisation de la synagogue. Kahal Shalom est la seule des quatre synagogues de La Juderia, à l'époque, à avoir survécu aux bombardements de la Seconde Guerre mondiale. Aujourd'hui, Kahal Shalom n'est utilisée que pour les services pendant l'été, lorsqu'il y a un afflux de touristes juifs et de Rhodeslis (Juifs originaires de Rhodes) car il n'y a plus que 35 Juifs sur l'île de nos jours, et comme siège du musée juif de Rhodes.

## Présentation

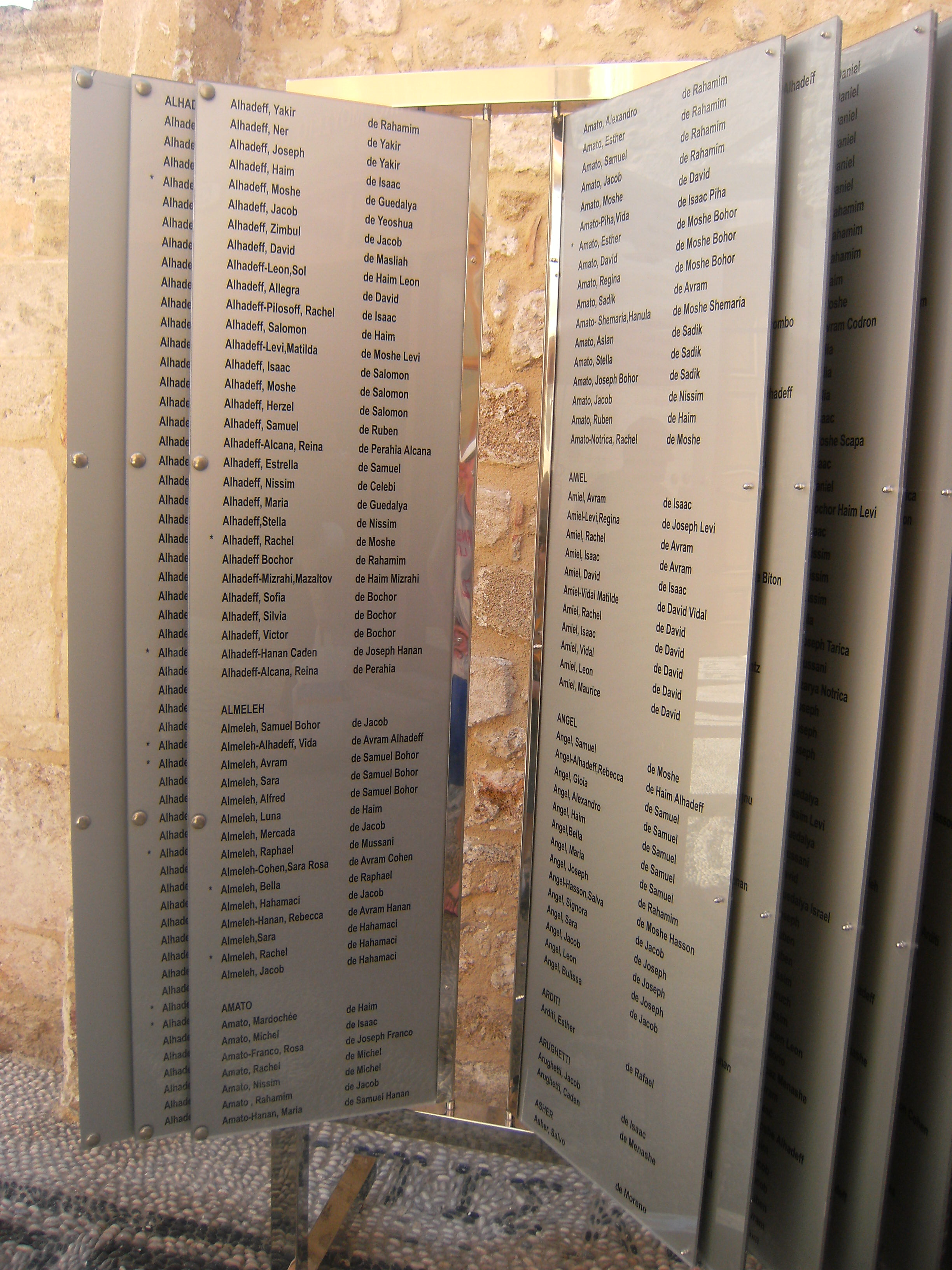
Une liste de noms des victimes de l'Holocauste dans la communauté juive de Rhodes. Présente dans la cour de la synagogue Kahal Shalom.

La plupart des caractéristiques de la synagogue Kahal Shalom sont typiques des synagogues sépharades et ottomanes. Le bêma, ou podium, d'où est lu le Sefer Torah, est au centre du sanctuaire, comme dans la plupart des lieux de culte séfarades. Le sol est une mosaïque utilisant les pierres locales noires et blanches utilisées pour les trottoirs autour de Rhodes. Une caractéristique inhabituelle du temple est le fait qu'il y a deux hekháls (arcs de la Torah), de chaque côté de la porte qui mène à la cour intérieure. Il y a également une fontaine dans la cour, utilisée par les Cohen pour se laver les mains avant de réciter les bénédictions sacerdotales. 

## Plaques
Un certain nombre de plaques ornent l'extérieur et l'intérieur de la synagogue. La plupart, principalement en ladino, la langue de la communauté séfarade, et en hébreu sont dédiées à ceux qui ont entretenu la synagogue. Une autre, en français, est dédiée aux membres de la communauté qui sont morts pendant l'Holocauste.

### Source de la traduction
- (en) Cet article est partiellement ou en totalité issu de l’article de Wikipédia en anglais intitulé « Kahal Shalom Synagogue » (voir la liste des auteurs).